# Zacharias Sleijfer
Zacharias S(ch)leijfer (Den Helder, 20 maart 1911 - Utrecht, 24 maart 1953) was een medewerker van de Sicherheitsdienst (SD), een van de Duitse politieorganisaties onder het gezag van Heinrich Himmler en het Reichssicherheitshauptamt in Berlijn. Samen met Lucas Bunt, Fransoos Exaverius Lammers en Jan Meekhof behoorde hij tot het beruchte viertal van Friesland.
Hij had een moeilijke jeugd en verbleef vanwege onhandelbaarheid een tijd in een opvoedingsgesticht. Daarna volgde hij de hbs en werd accountant. Door zijn moeilijke gedrag verloor hij die baan. Nadat hij lid werd van de Nationaal-Socialistische Beweging (NSB) kreeg hij een baantje als administrateur op Vliegbasis Leeuwarden. Hij sprak vloeiend Duits en kreeg daardoor een baan als tolk bij de Sicherheitsdienst. Het verzet in Leeuwarden pleegde op 14 augustus 1944 een mislukte aanslag op zijn leven, waarna hij steeds achterdochtiger werd. Hij werd overgeplaatst naar het Groningse Scholtenhuis, toen een Duits politiebureau, omdat hij te bang was om nog bij arrestaties en razzia's aanwezig te kunnen zijn. Bij het verhoren van mensen op het hoofdkwartier kon hij zijn frustraties botvieren. Hij viel daarbij op door het op sadistische wijze mishandelen van arrestanten, die hij vaak tot bloedens toe sloeg. Met Abraham Kaper was hij betrokken bij het onderdompelen van niet meewerkende verdachten in een badkuip tot ze bijna verdronken.
Na de bevrijding in 1945 werd hij opgepakt en gevangengezet in Groningen. Een psychiatrisch onderzoek dat door de rechter werd gelast toonde aan dat Sleijfer sterk verminderd toerekeningsvatbaar was. Hij was 'gevaarlijk en instabiel'. Daarom volgde opname in een gesloten psychiatrische inrichting, waar hij, na een aantal vergeefse pogingen, in 1953 overleed door zelfmoord.